# Toše Proeski

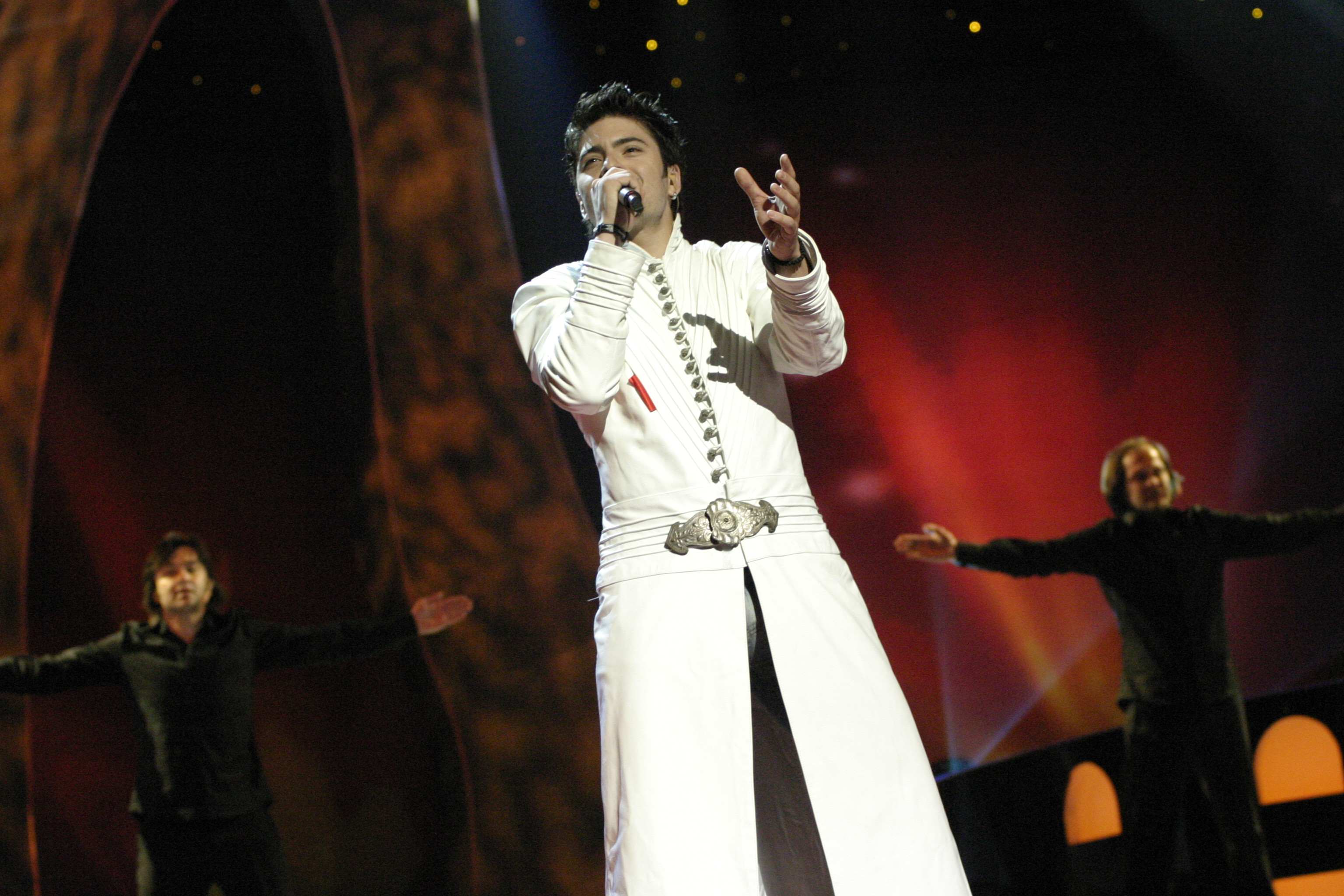
Toše Proeski lors d'une répétition à l'occasion de l'Eurovision 2004 à Istanbul.

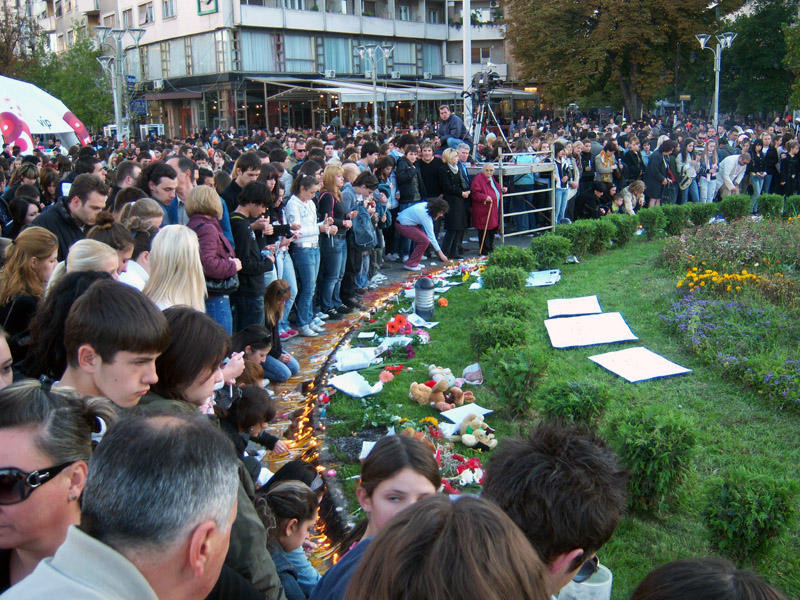
Rassemblement sur la place de Macédoine, à Skopje, le jour de la mort de Toše Proeski.

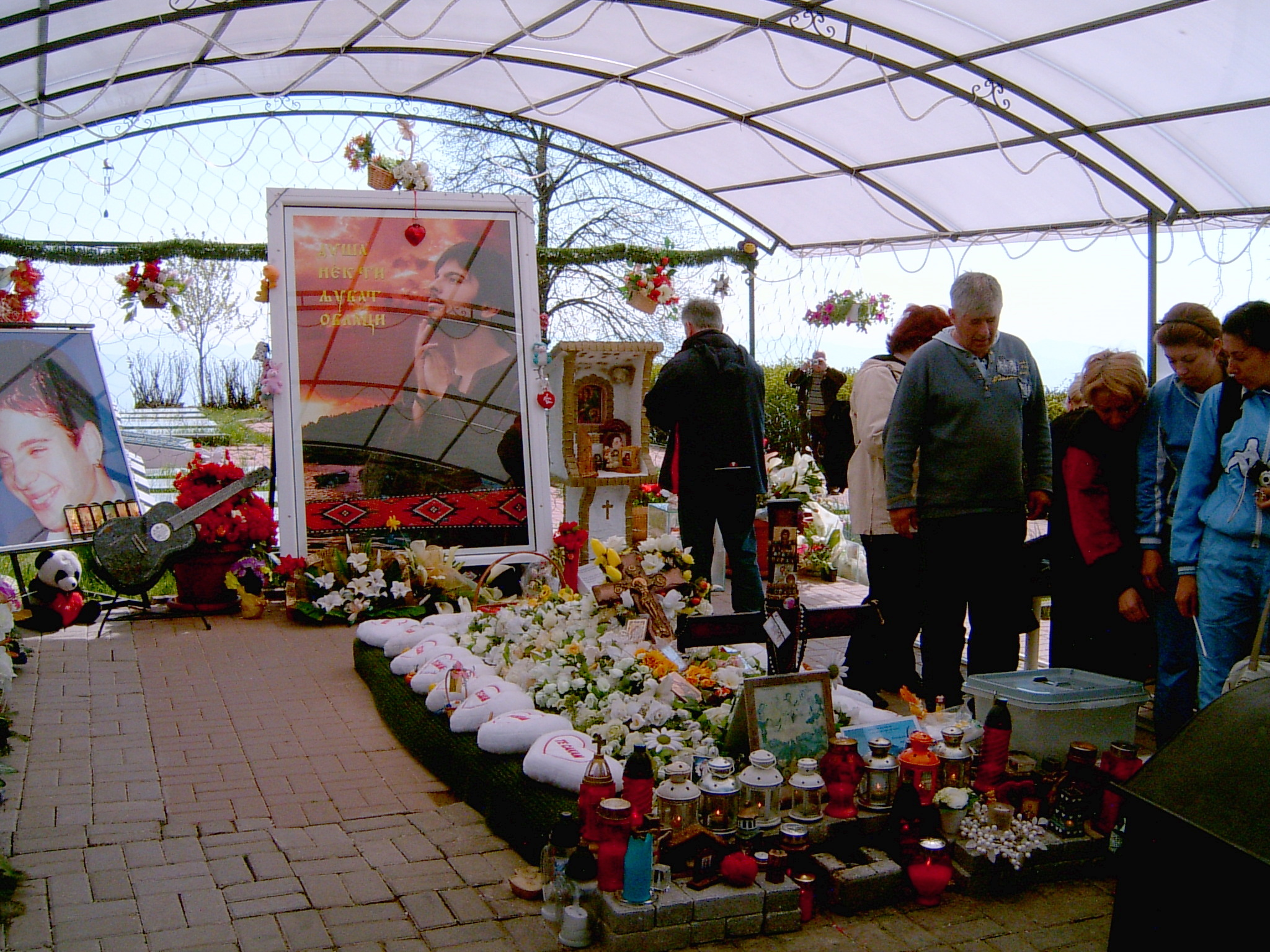
La tombe de Toše Proeski est devenue un lieu de pèlerinage.

Todor « Toše » Proeski (en aroumain : Teodor Proescu ; en macédonien : Тодор „Тоше“ Проески) est un chanteur pop macédonien, né le 25 janvier 1981 à Prilep (Yougoslavie, aujourd'hui en Macédoine du Nord) et mort le 16 octobre 2007 à Nova Gradiška (Croatie).

## Biographie
Il naît à Prilep dans une famille d'Aroumains originaires de Kruševo.
Il se fait connaître au festival « Melfest » en 1996 et devient une star après le Makfest où il interprète Pusti me (Let me go) en 1997. Il chante en duo avec Karolina Gotchéva en 2000. En 2004, il participe au 49e Concours Eurovision de la chanson, il interprète la chanson Life et en finale, il se classe 14e sur 24 pays.
En août 2004, il est nommé ambassadeur national de l'Unicef pour la Macédoine.
Il meurt le 16 octobre 2007 dans un accident de voiture, lors d'une collision avec un camion sur l'autoroute croate A3 reliant Zagreb à Belgrade, à proximité de la ville de Nova Gradiška. Deux autres occupants de son véhicule ont été blessés dans l’accident.
À l'annonce de son décès, le Parlement a aussitôt interrompu sa session à Skopje et le gouvernement a dépêché un hélicoptère de l'armée en Croatie pour prendre en charge sa dépouille.
Le pays a décrété la journée du 17 octobre deuil national. Ses funérailles nationales sont célébrées dans la ville natale de ses parents, Nicolae et Dominica, Kruševo en présence du président de la République Branko Crvenkovski, du président du gouvernement Nikola Gruevski, de membres du gouvernement, de nombreuses stars de la chanson croate.
Il détient le triste record de l'artiste ayant vécu le moins longtemps en participant à l'Eurovision

## Discographie

### Albums
1999 :
- Nekade vo noќta (macédonien : Некаде во ноќта, anglais : Somewhere In The Night)

2000 :
- Sinot božji (macédonien : Синот божји, anglais : The Son Of God)

2002 :
- Ako me pogledneš vo oči (Ако ме погледнеш во очи, anglais : If You Look Into My Eyes)
- Ako me pogledaš u oči (version serbo-croate)

2004 :
- Den za nas (macédonien : Ден за нас, anglais : A Day For Us)
- Dan za nas (version serbo-croate)

2005 :
- Po tebe (macédonien : По тебе, anglais : After You)
- Pratim te (version serbo-croate)

2006 :
- Božilak (macédonien : Божилак, anglais : Rainbow)

2007 :
- Igri Bez Granici (en) (macédonien : Игри без граници, anglais : Games Without Borders)
- Igre bez granica (version serbo-croate)

2009 :
- The Hardest Thing[1]

2010 :
- Toše & Prijatelji-Još uvijek sanjam da smo zajedno

2011 :
- So ljubov od Toše